# Mahou
Mahou è un comune rurale del Mali facente parte del circondario di Yorosso, nella regione di Sikasso.
Il comune è composto da 6 nuclei abitati:
- Banzi
- Komé
- Mahou
- Nofolola
- Son
- Sona